# Hawker Siddeley HS.748
Dimensions
Le HS.748 est un bi-turbopropulseur de transport court/moyen-courrier conçu par la firme britannique Avro faisant partie du groupe Hawker-Siddeley.

## Conception
L'appareil fut d'abord développé, à partir de janvier 1959, sous le nom Avro 748. Le premier appareil effectua son premier vol le 24 juin 1960, il était alors équipé de moteurs Rolls Royce Dart RDa.6 Mk.514. Un second appareil prit son envol le 10 avril 1961. 18 HS.748 series 1 furent construits.
Le second prototype fut re-motorisé avec des Dart RDa.7, devenant ainsi series 2. Il effectua son premier vol le 6 novembre 1961. Par la suite d'autres variantes virent le jour. Le 30 juillet 1982, alors que Hawker-Siddeley avait été intégré au groupe British Aerospace en 1977, une nouvelle version baptisée BAe Super 748 effectua son premier vol. L'appareil était équipé de moteurs Dart RDa.7 Mk.552 de 2 280 ch dont la consommation était réduite par rapport aux précédents moteurs. Les versions Military Transport et Andover furent exportées vers plusieurs pays.
La production dura jusqu'en 1988. Toutes versions confondues, 377 HS.748 furent construits.
Une version de surveillance aérienne dotée d'un radar lenticulaire produit par DASA, fut développée par la firme indienne Hindustan Aeronautics Ltd. dont le premier prototype a volé le 5 novembre 1990. Cependant le prototype s'écrasa le 11 janvier 1999 et la suite du programme fut poursuivie sur Iliouchine Il-76.

## Variantes
- 748 Series 1 : Version initiale motorisée avec des Rolls Royce Dart RDa.6 Mk.514 de 1 825 ch ;
- 748 Series 2 : Version remotorisée avec des Rolls Royce Dart RDa.7 Mk.531 développant 2 135 ch ;
- 748 Series 2A : Version 2 motorisée avec des Rolls Royce Dart RDa.7 Mk.532-2L de 2 310 ch ;
- 748 Series 2B : Version 2 dotée d'une voilure augmentée et de moteurs Rolls Royce Dart RDa.7 Mk536-2. Certains appareils étaient équipés d'une porte cargo à l'arrière ;
- Andover C Mk.1 : version militaire de transport tactique avec un fuselage surélevé et une rampe de chargement à l'arrière. Il est propulsé par des Rolls Royce Dart Mk201C ;
- 748 Military Transport : Version militarisée du 748 series 2 avec une porte arrière plus large et un plancher renforcé. 52 appareils furent exportés ;
- Super 748 : Version dérivée du 748 series 2B. Elle est en plus équipée d'un poste de pilotage amélioré, de nouvelles cuisines et de kits moteur réduisant les émissions sonores. Elle est motorisée par des Rolls Royce Dart RDa.7 Mk.552 de 2 310 ch réduisant de 12 % la consommation de carburant.

## Utilisateurs

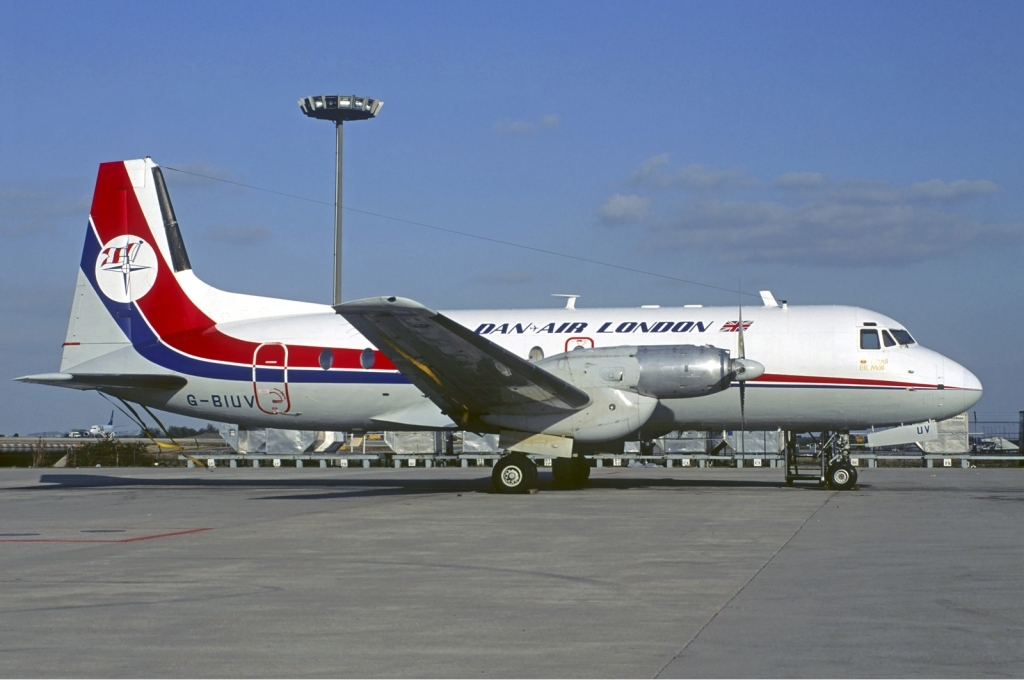
Hawker Siddeley HS.748 de Dan Air London.

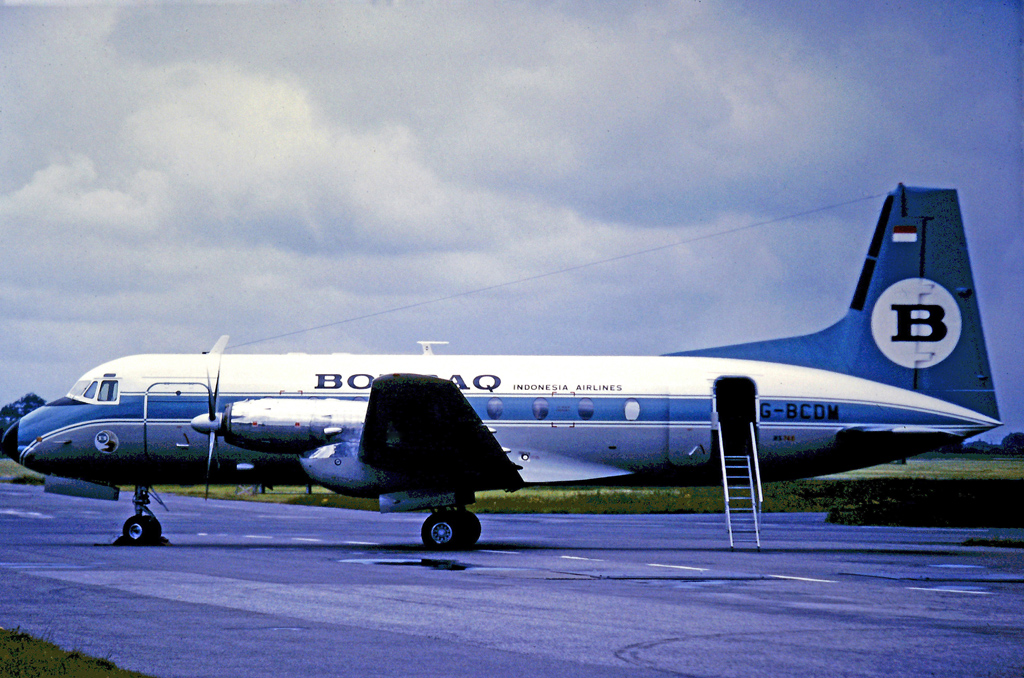
Hawker Siddeley HS.748 de Bouraq Indonesia Airlines en 1974

### Utilisateurs civils
- Air Creebec
- Air Inuit
- Air Madagascar
- Air North - Yukon Airlines
- Air Provence a utilisé 3 HS.748 : F-GPDC,FGODD et F-GPYM. Le F-GPDC a été démantelé. Les deux autres ont été revendus.
- Air Saint-Pierre
- British Airways
- Bouraq Indonesia Airlines
- Dan-Air
- First Air
- Macavia International
- Qantas
- Liat

### Utilisateurs militaires
- Australie
- Belgique: 3 appareils
- Bénin:1 appareil
- Burkina Faso : 2 appareils
- Corée du Sud : 2 appareils
- Équateur : 2 appareils
- Inde : 48 appareils produits sous licence par Hindustan Aeronautics Ltd., en cours de remplacement par des C-295.
- Indonésie
- Népal : 1 appareil
- Royaume-Uni : 3 appareils utilisés par le programme QinetiQ et un pour le Traité Ciel ouvert
- Thaïlande : 6 appareils
- Zambie : 1 appareil

## Sources
- Pierre Gaillard, Avions et hélicoptères militaires d'aujourd'hui, Clichy, éditions Larivière, coll. « Docavia » (no 39), 1999, 304 p. (ISBN 2-907051-24-5 et 978-2-907-05124-8)

### Variantes
- Hawker Siddeley Andover